# Metalhead (album)
Albums de Saxon
Unleash the Beast
(1997) Killing Ground
(2001)
Metalhead est le 14e album studio du groupe britannique heavy metal anglais Saxon, sorti le 9 novembre 1999.

## Titres
Album composé par Biff Byford, Paul Quinn, Doug Scarratt, Nibbs Carter. (Intro composée et jouée par Nigel Glockler)
| No  | Titre                     | Auteur | Durée |
| --- | ------------------------- | ------ | ----- |
| 1.  | Metalhead                 |        | 6:16  |
| 2.  | Are We Travellers in Time |        | 5:17  |
| 3.  | Conquistador              |        | 4:42  |
| 4.  | What Goes Around          |        | 4:24  |
| 5.  | Song of Evil              |        | 4:12  |
| 6.  | All Guns Blazing          |        | 3:53  |
| 7.  | Prisoner                  |        | 4:12  |
| 8.  | Piss Off                  |        | 4:04  |
| 9.  | Watching You              |        | 5:18  |
| 10. | Sea of Life               |        | 8:11  |

## Composition du groupe
- Biff Byford (chant)
- Paul Quinn (guitares)
- Doug Scarratt (guitares)
- Nibbs Carter (basse)
- Fritz Randow (batterie)
- Chris Bay (claviers additionnels)
- Nigel Glockler (batterie sur l'intro de "Metalhead")

## Crédits
- Produit par Biff Byford & Charly Bauerfeind
- Producteur exécutif : Rainer Hänsel (CBH RECORDS GMBH)
- Enregistré et mixé par Charly Bauerfeind
- Enregistré aux Karo Studios (Brackel/Hambourg, Allemagne)
- Pochette : Paul Raymond Gregory/Studio 54 (Artwork), Thorsten Eichhorst (photos)